# Geometría proyectiva

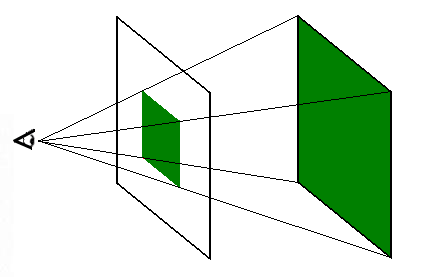
La luz del objeto llega al ojo del observador, pasando por el plano del dibujo. La geometría proyectiva analiza esto matemáticamente, estudiando las propiedades de incidencia.

Se llama geometría proyectiva a la rama de la matemática que estudia las propiedades de incidencia de las figuras geométricas, pero abstrayéndose totalmente del concepto de medida. A menudo se usa esta palabra también para hablar de la teoría de la proyección llamada geometría descriptiva.

## Breve reseña histórica

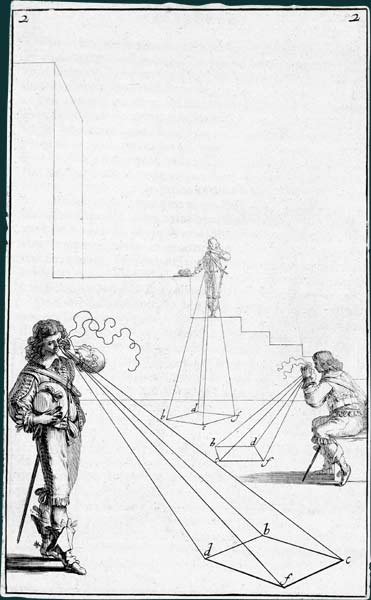
Ilustración de A. Bosse del Tratado de Desargues.

Gérard Desargues fue el iniciador de la geometría proyectiva, pues fundamentó matemáticamente los métodos de la perspectiva que habían desarrollado los artistas del Renacimiento. Y, aunque su trabajo se publicó en 1639, pasó desapercibido durante dos siglos (excepto dos teoremas), ensombrecido por la influyente obra de Descartes.
En el siglo XIX, la geometría proyectiva y la geometría hiperbólica se establecieron dentro de las matemáticas, pero lo que acabó de enraizarlas, posiblemente, fue hallar un modelo analítico. Dentro del contexto de la geometría euclidiana-cartesiana se puede construir la geometría proyectiva y, si se acepta la primera, hay que admitir la segunda.
Este proceso se concretó definitivamente a principios del siglo XX, pues Albert Einstein, apoyándose en los exhaustivos desarrollos geométricos de los matemáticos del siglo XIX, consiguió demostrar que, a gran escala, el universo se puede interpretar mejor con estas nuevas geometrías que con el rígido espacio euclidiano.

## Punto de vista sintético
Desde el punto de vista sintético, la geometría proyectiva parte de los siguientes principios:
- Dos puntos definen una recta.
- Todo par de rectas se cortan en un punto (cuando dos rectas son paralelas, se dice que se cortan en un punto del infinito conocido como punto impropio).[cita requerida]

El quinto postulado de Euclides, el de las rectas paralelas, está implícito en estos dos principios ya que, dada una recta y un punto exterior, existirá una única recta paralela definida por el punto dado y el del infinito por el primer axioma.[cita requerida]
Como los axiomas de los que se parte son simétricos, si en cualquier teorema proyectivo se intercambian las palabras recta y punto, se obtiene entonces otro teorema igualmente válido. A estos teoremas se les llama teoremas duales.[cita requerida]
El principio antes expuesto se conoce como principio de dualidad y fue enunciado por Jean-Victor Poncelet en el siglo XIX. Muchos teoremas anteriores, como los de Blaise Pascal y Brianchon, son duales, aunque ningún matemático lo había notado hasta entonces.[cita requerida]
Los teoremas de Pascal y Brianchon, aunque completamente válidos, se demostraron inicialmente en geometría euclidiana, basándose en los teoremas de Pappus de Alejandría y en Menelao, que utilizan una métrica y por tanto no son válidos en geometrías de incidencia, como la proyectiva.[cita requerida]
En principio, se intentó buscar demostraciones alternativas de estos teoremas sin usar congruencia de segmentos. David Hilbert demostró, en 1899, que tal cosa es imposible, y desde entonces suele incluirse el teorema del hexágono de Pappus como un axioma de la geometría proyectiva. Ello permite demostrar en proyectiva todo lo demostrable en la geometría euclídea sin tener que recurrir a una métrica.[cita requerida]
Por el hecho de que no usa métricas en sus enunciados, se dice que la geometría proyectiva es una geometría de incidencia.[cita requerida]
Finalmente, hay que destacar que desde el punto de vista sintético, un espacio proyectivo consiste en un espacio afín al que se han añadido un conjunto de puntos infinitos, de modo que cada par de rectas paralelas se cortan en uno de estos puntos.

## Aplicaciones
Cuando las paralelas euclídeas se hacen isomorfas con las rectas proyectivas que se cortan “en el infinito”, es posible extrapolar todo lo que se demuestra en proyectiva a geometría euclidiana. La geometría proyectiva, más flexible que la euclidiana, se convierte con esto en una herramienta útil para enunciar más sencillamente muchos teoremas clásicos, incluso para simplificar las demostraciones, si bien no permite demostrar nada que no pueda demostrarse en la geometría euclidiana.[cita requerida]
La geometría proyectiva puede entenderse, informalmente, como la geometría que se obtiene cuando el observador se coloca en un punto, mirando desde ese punto. Esto es, cualquier línea que incide en el "ojo" parece ser solo un punto, en el plano proyectivo, ya que el ojo no puede "ver" los puntos que hay detrás.[cita requerida]
De esta forma, la geometría proyectiva también equivale a la proyección sobre un plano de un subconjunto del espacio en la geometría euclidiana tridimensional. Las rectas que llegan al ojo del observador se proyectan en puntos. Los planos definidos por cada par de ellas se proyectan en rectas.[cita requerida]
Esto es útil porque a veces los teoremas de la geometría proyectiva no pueden demostrarse únicamente con los axiomas de incidencia antes expuestos (Hilbert, 1899), y es necesario demostrarlos en geometría euclidiana y luego proyectar, como el teorema de Desargues (o bien admitir el teorema de Pappus anteriormente citado como axioma).[cita requerida]

## Punto de vista vectorial
La geometría proyectiva es el estudio del grupo de las proyectividades entre espacios proyectivos.[cita requerida]

### Axiomas
Sea {\displaystyle K} un cuerpo y {\displaystyle V} un {\displaystyle K}-espacio vectorial (no trivial).[cita requerida]
Definida en {\displaystyle V-\{0\}\,} la siguiente relación de equivalencia:
{\displaystyle x\sim y\Leftrightarrow \exists \lambda \in K^{*},x=\lambda y\,}
Se llamará espacio proyectivo sobre V al conjunto cociente de {\displaystyle V-\{0\}\,} por la relación de equivalencia anterior {\displaystyle \sim }:
{\displaystyle P(V)=(V-\{0\})/\sim \,\!}
A continuación describimos una interpretación de esta definición. Las rectas vectoriales de {\displaystyle V} son conjuntos formados por los múltiplos escalares de los vectores no nulos, esto es, si {\displaystyle v\in V}, {\displaystyle v\neq 0}, la recta vectorial determinada por {\displaystyle v} es el conjunto {\displaystyle \{\lambda v:\lambda \in K,\lambda \neq 0\}}. La recta vectorial determinada por {\displaystyle v} no es entonces otra cosa que el subespacio vectorial generado por {\displaystyle v}, es decir, {\displaystyle L(v)}. El espacio proyectivo {\displaystyle P(V)} asociado a {\displaystyle V} tendrá por elementos todas las rectas vectoriales de {\displaystyle V}.[cita requerida]
Es evidente que, si {\displaystyle v\in V}, {\displaystyle v\neq 0}, entonces para cualquier {\displaystyle u\in V} tal que {\displaystyle u=\beta v} con {\displaystyle \beta \neq 0}, se cumple que las rectas vectoriales determinadas por {\displaystyle u} y por {\displaystyle v} coinciden, esto es, {\displaystyle \{\lambda v:\lambda \in K\}} = {\displaystyle \{\alpha u:\alpha \in K\}}. Ahí reside la esencia de un espacio proyectivo: se consideran sólo las direcciones, no los vectores concretos. Ante este hecho, para trabajar sólo con vectores y no con rectas vectoriales, se establece la relación de la definición, que resulta ser una relación de equivalencia: si {\displaystyle u,v\in V\setminus \{0\}}, se considerará que {\displaystyle u} está relacionado con {\displaystyle v} (expresado como {\displaystyle uRv}) si existe un {\displaystyle \lambda \in K}, de manera que {\displaystyle v=\lambda u}, es decir, si determinan la misma dirección. Al tomar el conjunto cociente {\displaystyle (V-\{0\})/R} (descartamos el 0 porque no tiene dirección), se obtiene la definición dada de {\displaystyle P(V)}.[cita requerida]
Los elementos del espacio proyectivo serían entonces las clases de equivalencia de los vectores de {\displaystyle V} mediante la relación de equivalencia {\displaystyle R}, es decir, las direcciones del espacio.[cita requerida] Véase en las imágenes de más arriba en el artículo cómo todos los puntos en una misma dirección que incide en el ojo del observador se ven como uno solo desde el punto de vista de este (unos están detrás de otros, de forma que el ojo ve toda la dirección como un solo punto). Esta idea (que para el ojo todos los puntos en una misma recta que incide en él son el mismo) da una idea de por qué se define el espacio proyectivo como se define y por qué puede resultar interesante una geometría con estos axiomas.
Veamos cómo se describe un espacio proyectivo en coordenadas: si se toma una base de {\displaystyle V}, como al tomar la recta vectorial generada por {\displaystyle v} es necesario que {\displaystyle v\neq 0}, alguna de las coordenadas de {\displaystyle v} respecto de la base tomada tiene que ser necesariamente no nula. Al multiplicar escalarmente el vector no nulo por el inverso de esa coordenada no nula, se obtendrá otro vector de la misma recta vectorial, en el que ahora la coordenada no nula elegida valdrá 1. Como el nuevo vector está en la misma recta vectorial, su clase de equivalencia es la misma que la del vector antiguo, es decir, representa al mismo elemento del espacio proyectivo.[cita requerida]
Para ilustrar lo anterior, véase este ejemplo:
Considérese el espacio vectorial real {\displaystyle \mathbb {R} ^{5}} (con la base canónica) y el vector no nulo {\displaystyle (8,{\frac {\pi }{3}},0,2^{-15},{\sqrt {7}})}.
Se denotará por {\displaystyle [(8,{\frac {\pi }{3}},0,2^{-15},{\sqrt {7}})]} a su clase de equivalencia mediante la relación {\displaystyle R}.
Cuatro de las cinco coordenadas son no nulas, así que se tienen cuatro posibles maneras de realizar el proceso anterior: en el primer caso (dividiendo entre la primera coordenada, el 8), se obtendría {\displaystyle [(1,{\frac {\pi }{24}},0,2^{-18},{\frac {\sqrt {7}}{8}})]}. Si, en lugar de tomar la primera coordenada, se toma, por ejemplo, la quinta ({\displaystyle {\sqrt {7}}}), se obtendría {\displaystyle [({\frac {8}{\sqrt {7}}},{\frac {\pi }{3{\sqrt {7}}}},0,{\frac {2^{-15}}{\sqrt {7}}},1)]}. Podríamos dividir las coordenadas del vector inicial {\displaystyle (8,{\frac {\pi }{3}},0,2^{-15},{\sqrt {7}})} entre las otras dos coordenadas no nulas, {\displaystyle {\frac {\pi }{3}}} o {\displaystyle 2^{-15}}, pero en todos los casos se obtendría la misma clase de equivalencia, aunque las coordenadas no sean numéricamente las mismas. En esta situación, se dirá que {\displaystyle (8:{\frac {\pi }{3}}:0:2^{-15}:{\sqrt {7}})} es la representación de la clase del vector {\displaystyle (8,{\frac {\pi }{3}},0,2^{-15},{\sqrt {7}})} en coordenadas homogéneas. Ha de quedar claro que {\displaystyle (8:{\frac {\pi }{3}}:0:2^{-15}:{\sqrt {7}})}, {\displaystyle (1:{\frac {\pi }{24}}:0:2^{-18}:{\frac {\sqrt {7}}{8}})} y {\displaystyle ({\frac {8}{\sqrt {7}}}:{\frac {\pi }{3{\sqrt {7}}}}:0:{\frac {2^{-15}}{\sqrt {7}}}:1)} son coordenadas homogéneas del mismo punto proyectivo.[cita requerida] Es decir, los puntos del espacio proyectivo creado a partir de {\displaystyle \mathbb {R} ^{5}} vienen dados por cinco coordenadas salvo producto por escalar no nulo. Por tanto, los puntos quedan determinados no tanto por el valor concreto de cada coordenada sino por la razón entre ellas; de ahí la notación de los dos puntos. 
Aquí hemos visto cómo describir {\displaystyle P(\mathbb {R} ^{5})} en coordenadas homogéneas a partir de las coordenadas en {\displaystyle \mathbb {R} ^{5}} en base canónica. En general se pueden definir coordenadas homogéneas a partir de puntos del propio espacio proyectivo y no directamente a partir de una base del espacio vectorial; para ello los puntos de partida deben cumplir ciertas condiciones: ser una referencia proyectiva. En ese artículo se detalla cómo construir las coordenadas homogéneas del espacio proyectivo a partir de los puntos solamente.